# Балданбэрээвэн-хийд
Балданбэрээвэн-хийд (монг. Балданбэрээвэн хийд; тиб. དཔལ་ལྡན་འབྲས་སྤུངས་, Вайли dpal ldan 'bras spungs) — буддийский храм школы гелуг, расположенный в долине реки Баруун-Жаргалантын-гол в сомоне Умнедэлгэр аймака Хэнтий. Первоначально основанный в 1654 году, монастырь стал одним из крупнейших и наиболее важных в Монголии. В период своего расцвета в середине XIX века в нем проживало до 8000 монахов. Монастырский и храмовый комплекс были разрушены коммунистическим режимом Монголии в 1937 году.

## Территория и расположение монастыря
Название «Балданбэрээвэн» — это монгольская транскрипция тибетского «Палден Дрепунг» (тиб. དཔལ་ལྡན་འབྲས་སྤུངས་), «блистательный Дрепунг», где «дрепунг», в свою очередь, буквально переводится как «куча риса». Первоначально монастырь был построен по образцу монастыря Дрепунг в Тибете. Хотя первоначальный храмовый комплекс был снесен во время чойбалсановских репрессий в конце 1930-х годов, сегодня восстановлены три храма, а на территории находятся руины почти 50 храмов, ступ и других религиозных построек.
Территория монастыря окружена живописными священными горами, включая Мунх-Улзийт, Арван-Гурван-Сансар, Баян-Бараат и Баян-Хангай, которые являются частью горного хребта Хэнтэй. Говорят, что четыре горы напоминают животных: лев на востоке; дракон на юге; тигр на западе; и Гаруда на севере. Сам монастырь опирается на крутой обрыв горы Мунх-Улзийт, где можно найти множество резных фигур на скалах, каменных резных фигур с различными изображениями буддийских богов, надписей религиозных мантр и большого символа Соёмбо.

## История

### Возникновение

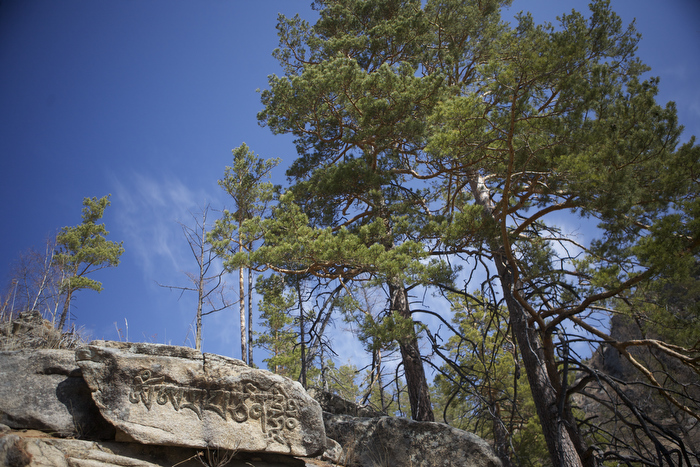
Буддийские наскальные барельефы у монастыря Балданбэрээвэн-хийд

Монастырь Балданбэрээвэн-хийд был основан в 1654 году ламой Цэвээндоржем в хошуне Хувчин-жонон-вана Сэцэн-ханского аймака. Первоначально монашеская община составляла около 1500 лам. Согласно традиции, Цэвээндорж учился у Дзанабадзара, Первого Богдо-гэгэна Монголии, в Тибете. Цэвээндорж стремился создать в Монголии место, подобное Лумбини, месту рождения Будды, чтобы принимать монгольских паломников, которые не могли путешествовать далеко. Главный храм, называемый Даш Цепел Линг, был построен в середине 1700-х годов и был завершен в 1776 году. Храм Цогчин-дуган (большой зал) был завершен в 1813 году. Архитектурно напоминает знаменитый монастырь Гумбум в Тибете. Цогчин-дуган был одним из самых больших зданий во всей Монголии размером почти 30 на 30 метров и почти 12 метров в высоту.
К 1850 году, когда был реконструирован его главный храм, Балданбэрээвэн-хийд достиг своего расцвета как образовательный центр. Он состоял из четырех отдельных училищ и более двадцати храмов, при которых состояло почти 8000 монахов. Примерно в 1900 году эпидемия уничтожила половину монашеской общины, оставив от 2000 до 3000 монахов.

### Разрушение

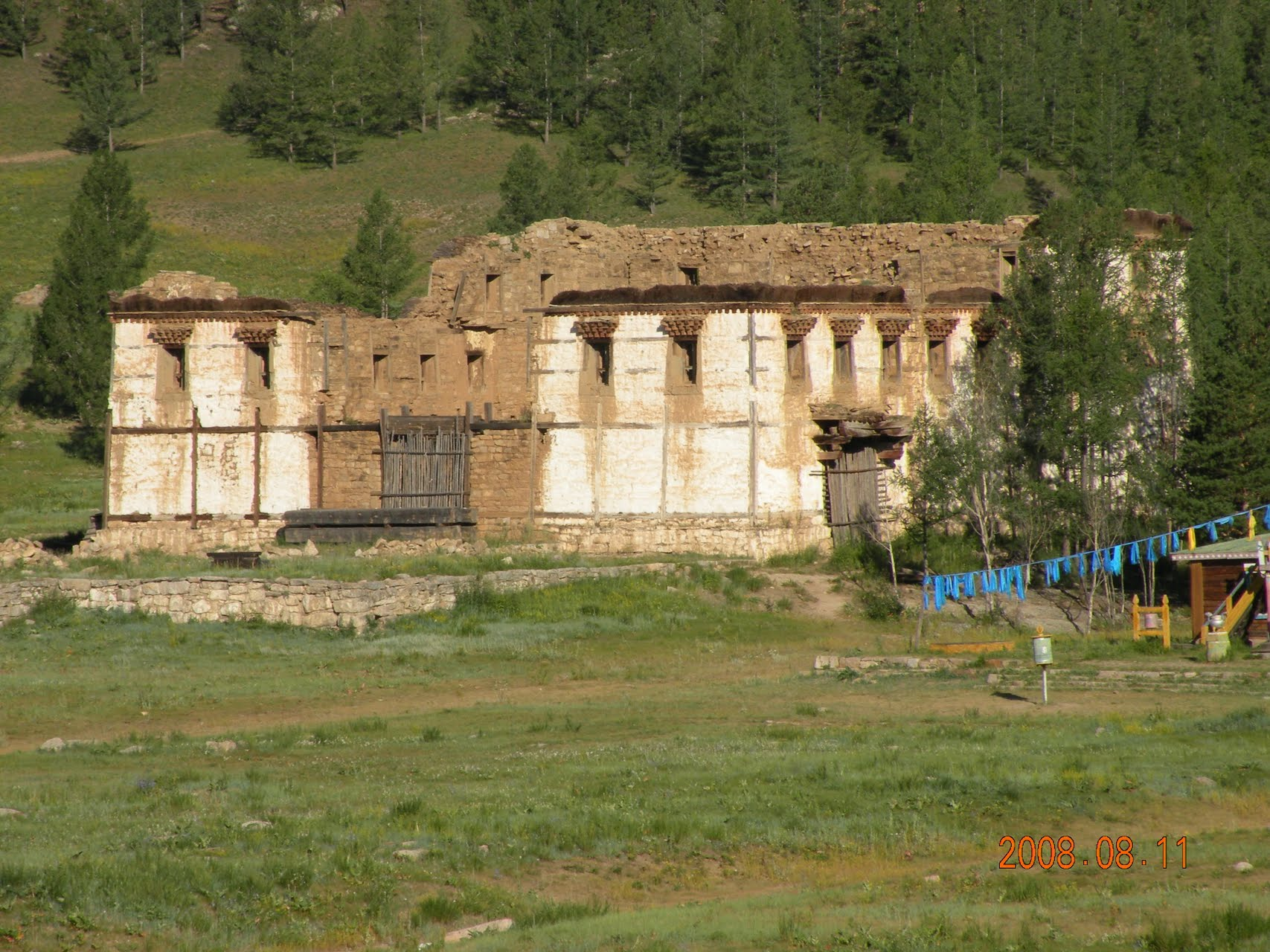
Руины монастыря Балданбэрээвэн-хийд в 2008 г.

История монастыря была прервана спустя девять лет после установления в 1921 году в Монголии социалистического правительства. Когда в 1930-х годах началось широкомасштабное преследование буддийской церкви, многие монахи были изгнаны из монастыр. Правительство экспроприировало церковную собственность, узаконило независимость церкви от государства и обложило монастыри высокими налогами. Наконец, монастырь был полностью разрушен во время репрессий, инициированных Х. Чойбалсаном в 1937 году. Многие из оставшихся монахов были насильно выселены, расстреляны и похоронены в братских могилах, а другие были насильственно лишены сана и отправлены в трудовые лагеря. Младших монахов вернули в семьи. Во время Второй мировой войны реликвии монастыря были переплавлены и доставлены в Советский Союз для переплавки.

### Современное состояние
Балданбэрээвэн-хийд оставался закрытым почти шесть десятилетий. После демократической революции 1990 года в монастырь вернулась горстка старших монахов, которые были выселены из Балданбэрээвэн-хийда еще маленькими мальчиками в 1930-х годах. Реставрационные работы в нескольких главных храмах монастырей начались в 1999 году.
В 2012 году монастырь Балданбэрээвэн-хийд и его окрестности были включены в предварительный список объектов всемирного наследия ЮНЕСКО.